# Proxitwelvefoldita
La proxitwelvefoldita és un mineral de la classe dels sulfurs.

## Característiques
La proxitwelvefoldita és un sulfur de fórmula química Pd₃Ni₄Te₈. Va ser aprovada com a espècie vàlida per l'Associació Mineralògica Internacional en el mes de setembre de l'any 2024. Encara resta pendent de publicació. Cristal·litza en el sistema tetragonal.
Segons la classificació de Nickel-Strunz pertany a «02.C - Sulfurs metàl·lics, M:S = 1:1 (i similars), amb Ni, Fe, Co, PGE, etc.», juntament amb altres minerals com la breithauptita, la niquelina o la mil·lerita, entre d'altres. L'exemplar que va servir per a determinar l'espècie, el que es coneix com a material tipus, es troba conservat a les col·leccions mineralògiques del Museu d'Història Natural de la Universitat de Florència, a Itàlia, amb el número de catàleg: 17047/G.

## Formació i jaciments
Va ser descoberta a Kalgoorlie-Boulder, a Austràlia Occidental (Austràlia), sent aquest indret l'únic de tot el planeta on ha estat descrita aquesta espècie mineral.